# Ciudad de Armería
Ciudad de Armería es una ciudad situada en el estado mexicano de Colima, de acuerdo al censo del año 2020, tiene 15 368 habitantes. Es cabecera del municipio de Armería y forma parte de la zona metropolitana de Tecomán.

## Toponimia
Armería se deriva de “Almería”, ciudad y provincia en España. A su vez, el vocablo “Almería” se disgrega de árabe andalusí “al-mariyya”, dicción que se compone de los vocablos “al” que expresa “lugar” y “mariyya” término que a su vez se forma de “mara´a” que enuncia los verbos “observar o vigilar”; lo que quiere decir, que la “Almería” hispano-islámica significa “lugar desde donde de observa o vigila”. Existen varias interpretaciones respecto al origen del nombre de Armería; algunas establecen que ahí se "armaban barcos"; otra, que existía una hacienda denominada con ese nombre; también se sabe que en los tiempos de la colonia existía en ese lugar un destacamento de guardias virreinales que daban garantías a las diligencias y viajeros que transitaban por el antiguo “Camino Real de Colima”. Posteriormente, una hacienda fue el punto de partida del núcleo de población que dio pie al surgimiento del poblado de Armería.

## Historia
Algunos aseguran que la localidad de Armería, fundada cerca del río del mismo nombre, fue en un principio, un lugar en el cual se armaban barcos, para posteriormente convertirse en un destacamento de guardias virreinales que otorgaban garantías a los viajeros que transitaban por el “Camino Real” hacia Manzanillo o de regreso a la ciudad de Colima; con el paso del tiempo, ahí se instaló una hacienda que se convirtió en el punto de partida de la localidad que hoy conocemos como Armería, que ya era reconocida en la región como uno de los sitios de gran tradición gracias a Cuyutlán y por ser una zona productora de sal a partir de la época precolombina.
De esa época destacan hechos importantes como la llegada, en 1882, del ferrocarril, así como el temblor y posterior maremoto (tsunami), que el 22 de junio de 1932, azotó por sorpresa a la población de las costas del municipio y del estado; es recordado por la inmensa ola de entre 20 y 30 metros de altura que destruyó la localidad de Cuyutlán al reventar 100 metros adentro, hasta donde se encontraba la estación del tren. Cuentan las historias y anécdotas de la época, que en cuestión de segundos el lugar quedó en ruinas e incomunicado al destruirse los caminos de acceso y permanecer bajo el agua la vía del ferrocarril.
En 1935, Armería obtuvo la categoría de pueblo perteneciente al municipio de Manzanillo, por medio del Decreto n.º 44 del 29 de abril de 1935, comprendiendo bajo su jurisdicción las comisarías de Cualata, Cuatón, Independencia y Periquillo. Fue hasta el 3 de junio de 1967, mediante el Decreto n.º 119, que el pueblo de Armería se erigió como Municipio, segregando localidades de los municipios de Manzanillo y Coquimatlán para su conformación geográfica, convirtiéndose así, en el más joven del estado de Colima. El 1.º de octubre de 1988, a través del Decreto n.º 167, la cabecera municipal cambió su categoría y denominación a la de ciudad de Armería. La vida interna del municipio es regida por la “Ley Orgánica Municipal de Armería”, que fue aprobada por el Congreso del Estado de Colima el 17 de noviembre de 1979 y reformada mediante el Decreto n.º 58, del 14 de enero de 1995.
Anteriormente se llamó Nagualapa, Naolapa [Lebrón de Quiñonez] y Mahuala. Su nombre se debe a que en la época de la colonia se mando gente armada para proteger a los viajeros de las gavillas de asaltantes y asesinos.
Cronología de Hechos Históricos
| AÑO  | ACONTECIMIENTOS |
| 1554 | El visitador licenciado Lebrón de Quiñones mencionó a Cuyutlán como sitio de gran tradición y como productor de sal desde la época precolombina. |
| 1882 | Llegó el ferrocarril. Armería era sólo una hacienda.                                                                                             |
| 1932 | Maremoto, el 22 de junio. |
| 1935 | Armería fue elevada a la categoría de pueblo el 29 de abril.                                                                                     |
| 1967 | Armería fue erigido como municipio el 3 de junio.                                                                                                |
| 1979 | Se aprobó la Ley Orgánica Municipal el 17 de noviembre                                                                                           |
| 1988 | La cabecera municipal cambió de categoría y denominación a Ciudad de Armería el 1o de octubre.                                                   |
| 1995 | Se reformó la Ley Orgánica Municipal el 14 de enero.                                                                                             |

## Geografía

### Clima
Por la zona en que se encuentra ubicado el municipio, el clima es considerado como cálido subhúmedo, con lluvias en verano de menor humedad en el 56.2% del territorio municipal; y semiseco muy cálido y cálido en el 43.8% del resto de la superficie. Armería presenta una temperatura media anual de 26.3 °C; los meses más calurosos son de junio a octubre, con una temperatura media de 27.7 °C; en los meses más fríos, la temperatura media es de 25 °C. El municipio tiene una precipitación pluvial media anual de 700 milímetros; los meses de julio, agosto y septiembre son los de mayor precipitación.

## Demografía
La ciudad de Armería, de acuerdo con el Instituto Nacional de Estadística y Geografía (INEGI), en el año 2020 tenía una población de 15 368 habitantes, de los cuales 7 632 eran mujeres y 7 7356 son hombres. Por su población, es la 5.ª ciudad más poblada de Colima.

### Población de Ciudad de Armería 1900-2020
| Gráfica de evolución demográfica de Ciudad de Armería entre 1900 y 2020                           |
|                                                                                                   |
| Población de los censos del Instituto Nacional de Estadística y Geografía (INEGI) de 1900 a 2020. |

## Actividades económicas
El municipio de Armería cuenta con un amplio porcentaje de población económicamente activa debido a su desarrollo agrícola y sobre todo, por su vocación de servicios enfocados al rubro del turismo. Las actividades          económicas que más se practican son:
- Agricultura: En el municipio se produce principalmente limón, maíz, mango, palma (copra), papaya, plátano asociado, sorgo y tamarindo; además, se cultivan de manera cíclica y por temporal: ajonjolí, arroz, calabaza, chícharo, chile verde, frijol, jitomate, maíz forrajero, tomate verde.
- Ganadería: Esta actividad, complemento de la agricultura, se enfoca en el municipio a la cría de ganado bovino, caprino y porcino.
- Industria: Dentro de este sector no existe, hasta el momento, ninguna actividad que contribuya de sobremanera con el desarrollo del municipio; destacan algunas instalaciones agroindustriales de producción e industrialización de coco rallado y fibra de coco, así como una empacadora de limón. En menor escala, contribuyen a la economía local: carpinterías, fábricas de hielo, molinos de nixtamal, panificadoras, una pasteurizadora y vulcanizadoras.
- Minería: La actividad minera más importante consiste en la explotación de bancos de sal localizados, principalmente, en las inmediaciones de la Laguna de Cuyutlán.
- Turismo: La actividad turística se encuentra en constante crecimiento en el municipio, sobre todo en la región costera, que es reconocida por los balnearios de Cuyutlán (con su "Ola verde", famosa en toda la República, la cual se puede admirar a finales del mes de mayo) y El Paraíso, que en determinadas épocas del año, sobre todo en Semana Santa, constituye uno de los sitios más concurridos por el turismo de la región y del estado.
- Comercio: Este rubro ocupa un lugar importante dentro de la actividad económica formal e informal del municipio, pues existen tiendas de calzado y ropa, ferreterías, hoteles, mueblerías, y sobre todo, establecimientos de venta y consumo de alimentos y bebidas típicos de una zona costera.

### Cultura
La oferta cultural del municipio de Armería se integra, entre otros espacios, por el Museo de la Sal, instalado en Cuyutlán por el Gobierno del Estado de Colima con el objetivo de rescatar la tradición y vocación salinera de esta región; es un local rústico de finales del siglo XIX, construido con paredes de madera, techo de palma y piso de tierra. En él se encuentra una gran maqueta que explica el proceso de producción, además de mostrar piezas arqueológicas, utensilios domésticos y cerámicas, así como parte de los restos óseos de una ballena. Contiene también fotografías y carteles de películas realizadas por el cineasta Emilio “El Indio” Fernández; tal es el caso de “La Red”, filme que en 1953 ganó un premio para Alex Phillips, por su labor como cinefotógrafo en el Festival de Cannes, y “Erótica”, la última cinta dirigida por Fernández. Ambas fueron filmadas en Cuyutlán. Dentro de los monumentos históricos con que cuenta el municipio se encuentra la cabeza monumental de Benito Juárez, localizada en un cerro a orillas de la ciudad de Armería.